# Poblat talaiòtic de na Nova
El poblat talaiòtic de na Nova és un poblat talaiòtic de l'edat del ferro situat a prop de la urbanització de Cala Llombards (Santanyí, Mallorca) l'element més significatiu del qual és el Talaiot de na Nova o Talaia d'en Cama. Té l'estatus de Bé d'Interès Cultural, de manera que està protegit per la Llei de Patrimoni.
Les estructures ocupen una superfície aproximada de 1.300m2 i està situat a una zona plana a uns 50m d'alçada. Està situat dins l'antiga possessió de Son Amer (per aquest motiu també rep el nom de jaciment de Son Amer), que fou dividida en nombroses parcel·les, i el jaciment romangué al cantó d'una parcel·la (dita de na Nova), de manera que el talaiot està encastat dins la paret mitgera que separa la parcel·la amb la parcel·la veïna.

## Descripció del jaciment

### El talaiot
El Talaiot de na Nova o Talaia d'en Cama és un talaiot circular de dotze metres de diàmetre extern, sis de diàmetre intern i de més de dos metres d'alçada en el punt més alt, amb cinc filades completes a la cara més ben conservada. L'interior està totalment colmatat de pedres d'enderroc, però es distingeix clarament el parament intern, l'extern i també la culumna central polilítica. El portal, orientat a xaloc, es conserva força bé. El talaiot encaixa força amb les característiques dels talaiots mallorquins, i particularment manté semblances amb els de Son Forners, Son Fred, la Canova o les Talaies de Can Jordi.

### Altres estructures
Adossades al talaiot i esteses cap a llevant hi ha tot un seguit d'estructures i murs ciclopis força erosionades, que sembla que conformen les habitacions del poblat. Aquestes restes no són tan monumentals com les del talaiot i estan força cobertes per l'enderroc, de manera que no es poden apreciar bé.

### Segon talaiot
Joan Parera feu esment en una publicació de 1929 a un altre talaiot irregular de 2m d'altària, però actualment no n'hi ha cap rastre. A la planimetria de Mascaró i Aguiló de 1969 ja no s'observa cap rastre d'aquest talaiot.

## Campanyes

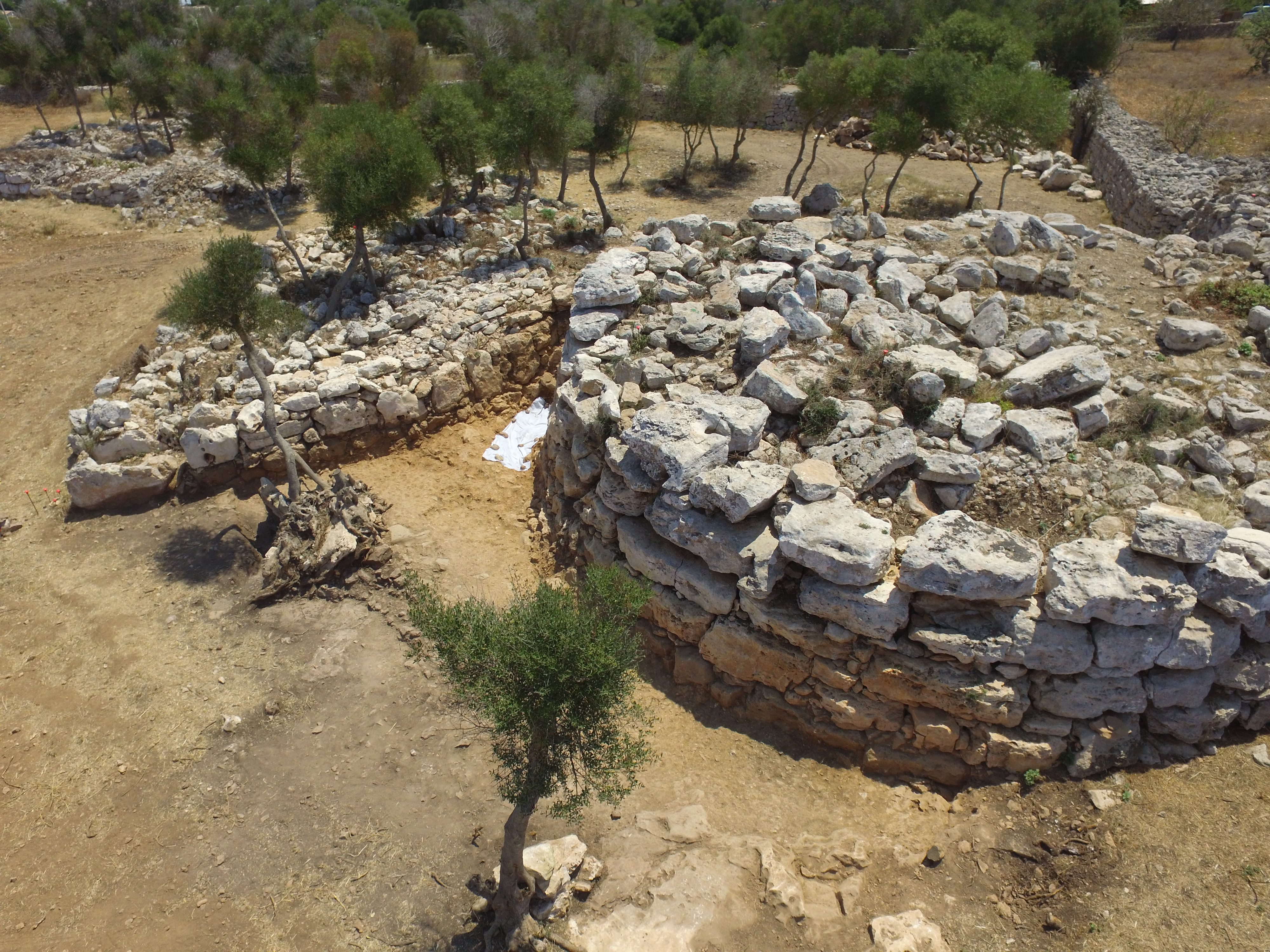
Foto aèria del jaciment després de la campanya de 2020.

Amb l'ajuda de voluntaris de l'associació santanyinera Lausa i sota la direcció de l'arqueològa Beatriz Palomar Puebla es produïren les primeres intervencions al jaciment, entre els anys 2016 i 2017. Consistiren principalment a eixermar i netejar el jaciment de la vegetació que colgava completament el poblat. Aquests treballs han fet més fàcils les visites al jaciment i eviten que continuï l'erosió a què sotmet la vegetació.
Dos anys més tard la mateixa associació Lausa emprengué un nou projecte al jaciment, que aquesta vegada incloïa també l'excavació. El finançament provenia del Consell i de l'Ajuntament, i els directors eren els arqueòlegs Miquel Àngel Salvà, Javier Rivas i David Javaloyas. La campanya de 2019, centrada sobretot en el mes de juny, va consistir principalment a netejar de vegetació el talaiot i les estructures adjacents i a començar a retirar l'enderroc del talaiot. La campanya de 2020, duita a terme durant el juliol, va continuar amb les tasques de retirada de l'enderroc principalment per la cara sud, mentre que per la cara nord es feren avanços excavant l'exterior del talaiot.